# Кшепоцин-Другий
Кшепоцин-Другий (пол. Krzepocin Drugi) — село в Польщі, у гміні Ленчиця Ленчицького повіту Лодзинського воєводства.
У 1975-1998 роках село належало до Плоцького воєводства.